# Neurathener Felsentor

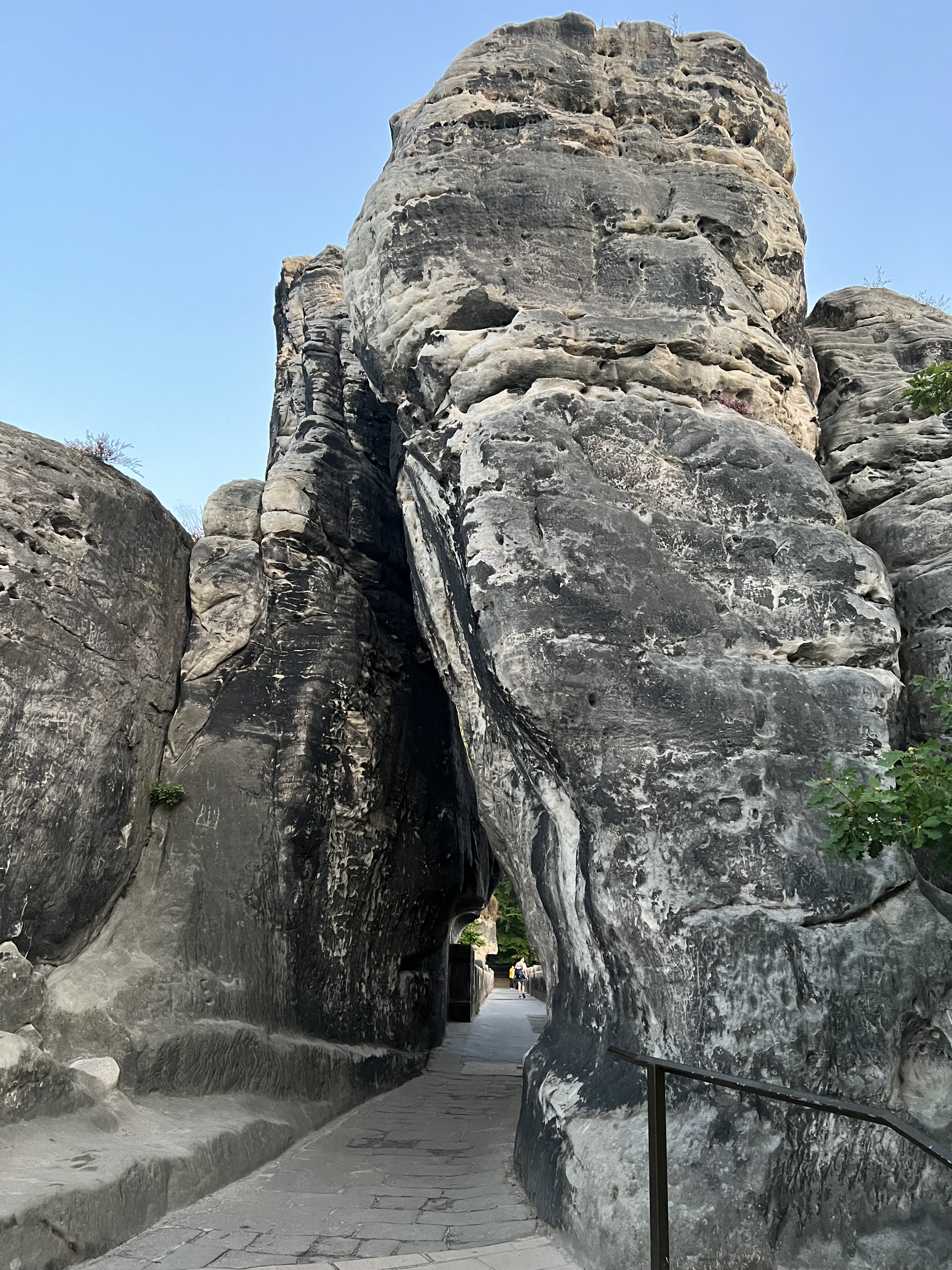
Das Neurathener Felsentor vom Basteiweg aus gesehen

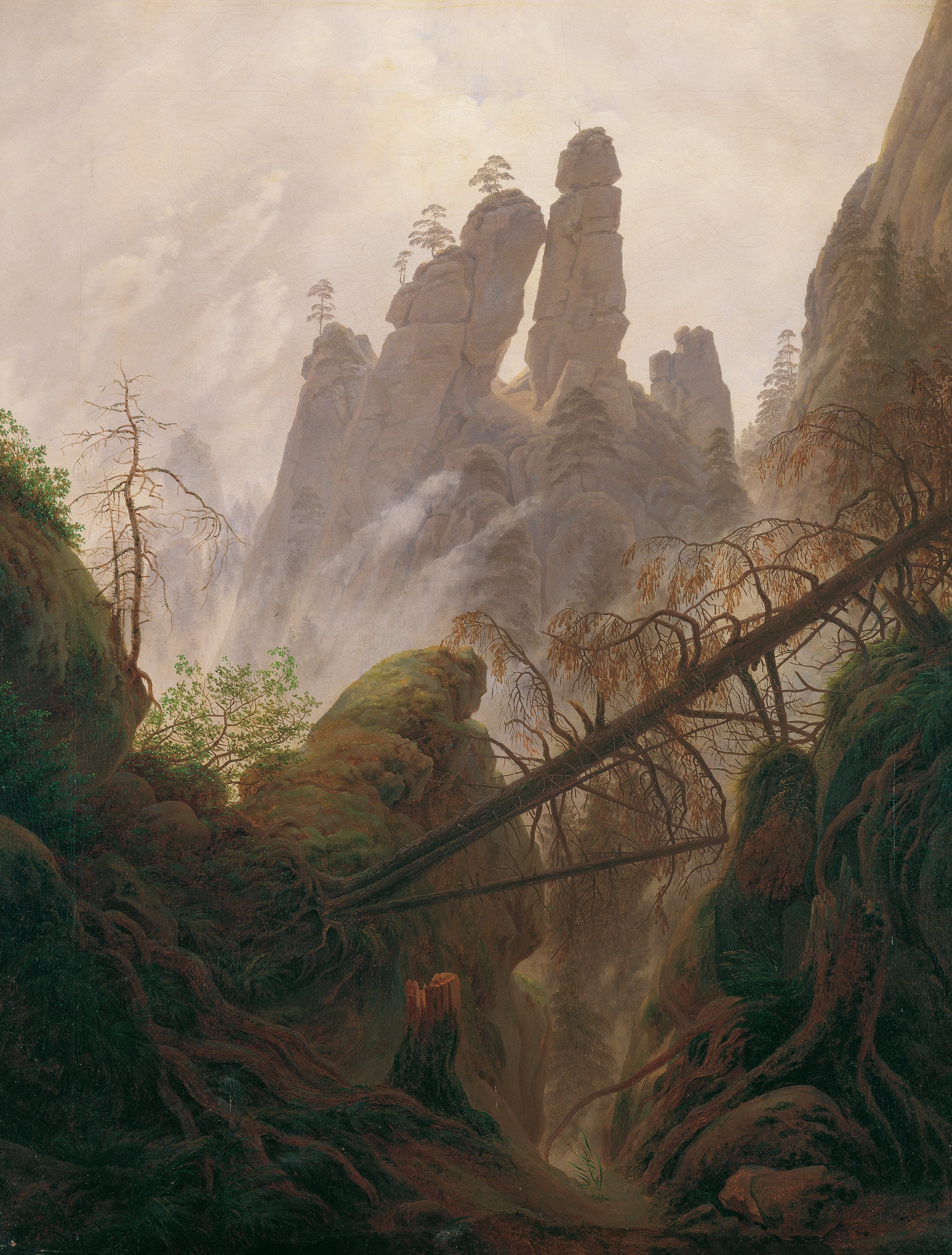
Felsenlandschaft im Elbsandsteingebirge von Caspar David Friedrich

Das Neurathener Felsentor, auch Kleine Steinschleuder oder Kyselakfels, 296,6 m ü. NHN, ist ein Klettergipfel in der Sächsischen Schweiz. Der zweigeteilte Felsenturm, der im Mittelalter das bergseitige Burgtor der Felsenburg Neurathen gewesen ist, bildet heute den östlichen Zugang auf die Basteibrücke. An ihm war als letzter Teil des Zugangs eine Zugbrücke angebracht. Der Durchgang war so breit aus dem Fels geschlagen worden, dass er für Wagen passierbar war. Sichtbar sind im Felsentor seitlich noch Kratzspuren der Wagenachsen.
Die Felsgruppe ist das Hauptmotiv des heute in der Galerie Belvedere in Wien befindlichen Gemäldes Felsenlandschaft im Elbsandsteingebirge von Caspar David Friedrich.